# Carcross/Tagish First Nation
Die Carcross/Tagish First Nation bilden eine der drei kanadischen First Nations im Yukon, in denen Nachfahren der zu den Nördlichen Athapasken zählenden Tagish meist als Minderheit leben. Ihr traditionelles Wohngebiet lag südlich von Whitehorse und reichte südwärts bis in den Norden British Columbias. Sie lebten am Tagish River zwischen Tagish und Marsh Lake. Heute zählt man sie jedoch kulturell sowie sprachlich oftmals zu den Tlingit (Lingit).
Der Name Tagish („das Eis (des Frühlings) bricht“) bezeichnet das Geräusch, das das erste brechende Eis im Frühjahr verursacht, Carcross hingegen ist der größte Ort der Region. Er liegt zwischen Bennett und Nares Lake, zwischen denen Karibuherden hindurchzogen, daher Caribou Crossing, kurz Carcross. Im Tagish hieß der Ort Todezane, im Tlingit jedoch Natase Hin.
Die Carcross/Tagish sind Nachkommen von Tagish im Hinterland und Tlingit (Lingit)-Familien von der Pazifikküste sowie Taku (T'aaku Ḵwáan) (auch Geese Flood Upriver Tribe genannt) vom Taku River und Auke (Aakʼw Ḵwáan) (auch Small Lake Tribe genannt) vom Alexanderarchipel und der Alaska Panhandle aus der Umgebung der heutigen Stadt Juneau zu den Tagish. Die natürlichen Umgebungen und damit die Lebensführung sowie Kultur der beiden Stammesgruppen unterschieden sich dabei sehr stark.
Während des 19. und 20. Jahrhunderts ließen sich immer mehr Tlingit unter den bereits stark durch Krankheiten und Kriegen dezimierten Tagish rund um Carcross nieder, heirateten in die dortigen Familien ein und da sie bald kulturell sowie sprachlich die Gruppe dominierten, bezeichneten sie sich und die mit ihnen lebenden Tagish später als Tagish Ḵwáan; Ḵwáan bedeutet im Tlingit (Lingit oder Łingít) in etwa "regionale Stammesgruppe", sie betrachteten sich nun als Stammesgruppe der Tlingit auf (ehemaligem) Tagish-Territorium. So wurden die Tagish kulturell stark von den Tlingit beeinflusst.
Heute (September 2013) zählt laut dem Department of Indian Affairs and Northern Development die Carcross/Tagish First Nation 635 Stammesangehörige.

## Sprache
Ihre Sprache, das Tagish (Tā̀gish oder Den k'e), zählt zu den Nordathapaskischen Sprachen im Nordwesten von Kanada und steht sprachlich den benachbarten Tahltan (Tāłtān oder Dahdzege) und Kaska (Dene Zágéʼ) so nahe, dass einige Linguisten behaupten, Tahltan sei eine Sprache mit drei divergierenden, aber gegenseitig verständlichen Dialekten (Mithun 1999).
Heute gibt es unter den ca. 400 Tagish nur noch zwei Muttersprachler: einen tauben Sprecher sowie ein Stammesmitglied, das nur teilweise des Tagish mächtig ist; da die meisten entweder Tlingit (Lingit), Southern Tutchone oder heute zumeist Canadian English sprechen, ist die Sprache äußerst gefährdet und vom Aussterben bedroht.
Lucy Wren (Agaymā/Ghùch Tlâ) gilt als letzte Tagish- (Tā̀gish- oder Den-k'e)-Sprecherin der Carcross/Tagish First Nation.

## Geschichte
Das ursprüngliche Winterdorf der Carcross/Tagish lag rund 5 km südlich des heutigen Carcross. Grabungen erwiesen, dass hier seit 4500 Jahren Menschen leben.
Wie viele indianische Gruppen der Nordwestküste Nordamerikas, so waren die Carcross/Tagish in zwei Moietys unterteilt, die wiederum aus sechs Clans bestanden – zudem waren die Erbfolge sowie Verwandtschaftsbeziehung durch die Matrilinearität (Mütterlinie) geprägt. Die Clans der Wolf-Moiety (Gooch) waren Daklaweidi (Orka) und Yanyedi (Wolf), die vier Clans der Krähen-Moiety (Crow moiety, bzw. Yeitl) hießen Deisheetaan (Biber), Ganaxtedi (Rabe), Ishkahittaan (Frosch) und Kookhittaan (Krähe). Nur zwischen den Moietys durfte geheiratet werden, nicht innerhalb.
Diese Clans waren von großer Bedeutung für die kulturell bedeutenden Potlatches, die von ihnen ausgerichtet wurden. So richtete 1912 das letzte traditionelle Potlatch – für Dawson Charlie – Skookum Jim und der Daklaweidi Clan aus. Dies war bereits gesetzeswidrig, denn die großen Feierlichkeiten waren durch die Regierung 1884 verboten worden (bis 1951).
Jeder Clan bestimmte einen Sprecher, den Kaa Shaa du Heni (Headman, der aufsteht), der den Clan bei Feierlichkeiten und Beratungen vertrat und dort zu reden hatte. Wahlberechtigt waren früher nur die Männer der Clans, heute spielen die Clanmütter eine wichtige Rolle. Jeder Clan hatte eigene Symbole, die sich auf Decken, Kleidung usw. wiederfanden.
Die Carcross/Tagish First Nation unterhielt zahlreiche Pfade im südlichen Yukon, in Alaska und im Norden British Columbias, wozu auch der Chilkoot Trail zählte, eine der beiden Hauptrouten der Goldgräber Ende des 19. Jahrhunderts. Dieser Trail war seit langem eine Handelsroute zur Küste, wobei sich die Tagish als Zwischenhändler zwischen den Küsten-Tlingit und den athabaskischen Gruppen im Norden und Osten etablierten. Dabei waren getrocknetes Seegras, Muscheln und Holzkisten, aber auch die Haare von Schneeziegen, die für die Herstellung der traditionellen Chilkat-Decken gebraucht wurden, sowie Pelze von Bedeutung.
Die rauen klimatischen Bedingungen erzwangen eine nomadische Lebensweise im Sinne von jährlich sich wiederholenden Wanderzyklen. Im Sommer ging man zum Fischfang mittels verschiedener Netze und Speere, wobei der Fisch auf großen Gestellen getrocknet und als Vorrat eingelagert wurde. Im Herbst erfolgte die Elchjagd, im Winter die Fallenstellerei (trapping). Die so erbeuteten Pelze dienten der Kleidung, aber auch dem Tauschhandel und dem Geschenkverkehr. Die Frauen waren für das Sammeln von Beeren zuständig. Außerdem dienten zahlreiche essbare Pflanzen sowohl der Ernährung als auch der Wiederherstellung der Gesundheit.
Dawson Charlie und Skookum Jim hatten den Klondike-Goldrausch ausgelöst, der Zehntausende von Goldsuchern an den Yukon und seine Nebenflüsse brachte. Da das Stammesgebiet der Carcross/Tagish am nächsten zu den Häfen lag, über die die Masse der Männer eintraf, waren sie auch als erste von den Folgen betroffen. So entwaldeten die Neuankömmlinge große Teile des Gebiets um den Lake Bennett, um Boote und Flöße zu bauen, mit denen sie über den Yukon abwärts Richtung Dawson gelangen wollten, sowie für Brennholz. Um die zahlreichen Neuankömmlinge zu ernähren, wurden Karibus gejagt, wobei die Southern Lakes Caribou Herd fast ausgerottet wurde.
Die lokalen Indianer arbeiteten als Träger, boten den Neuankömmlingen oft medizinische Hilfe und brachten viele durch den Winter, indem sie Nahrung oder Brennmaterial, Unterkunft oder Schutz boten.

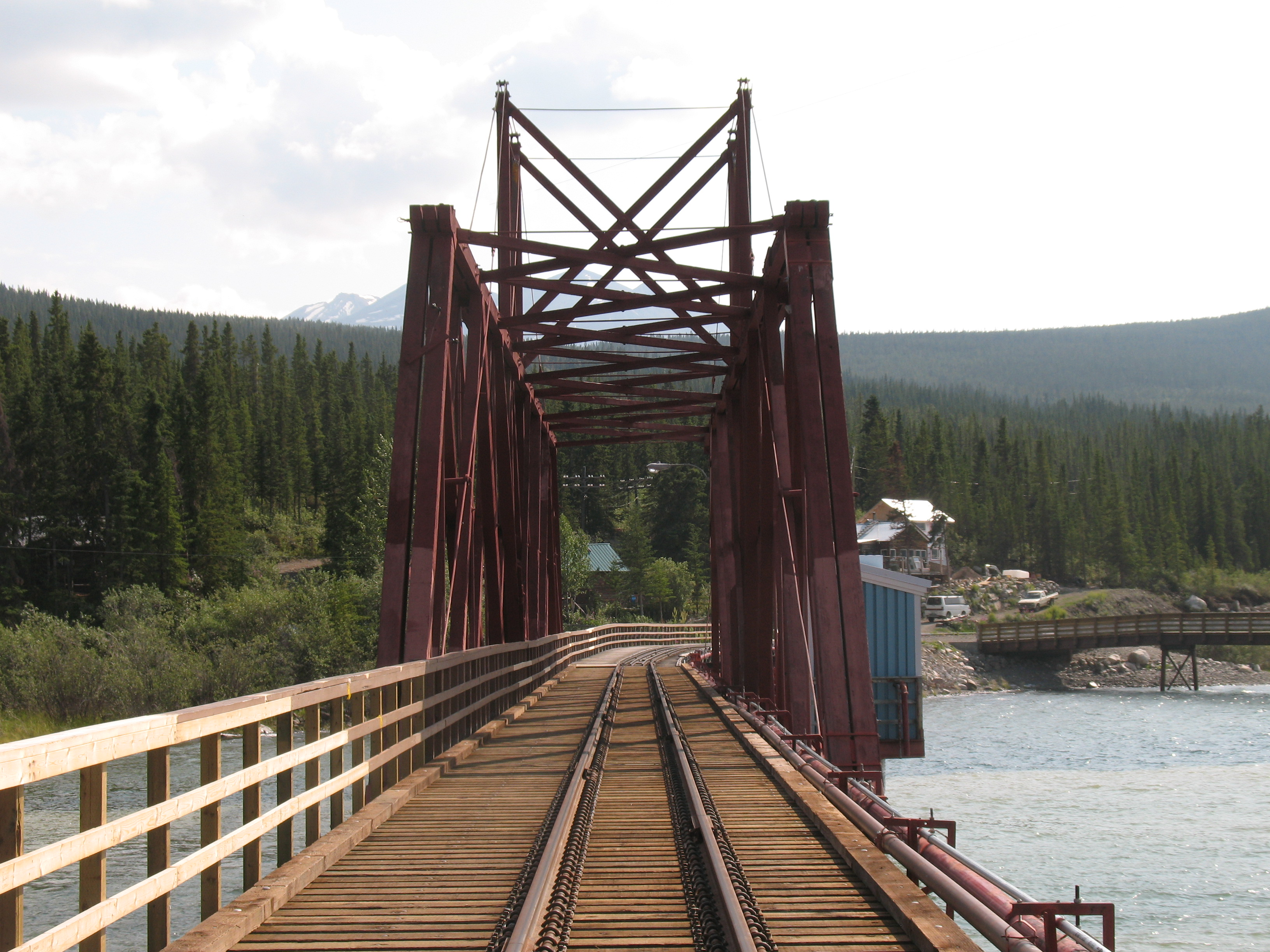
Eisenbahnbrücke in Carcross

Mit dem Bau der Eisenbahnverbindung von Skagway nach Whitehorse, der allerdings in Carcross endete, erreichten zahlreiche Arbeiter die Region. Auch die Carcross/Tagish verhandelten unter Tagish Johns mit der Bahn und erreichten, dass viele von ihnen angestellt wurden. Auch der Postdienst nach Dawson bot Arbeitsplätze.

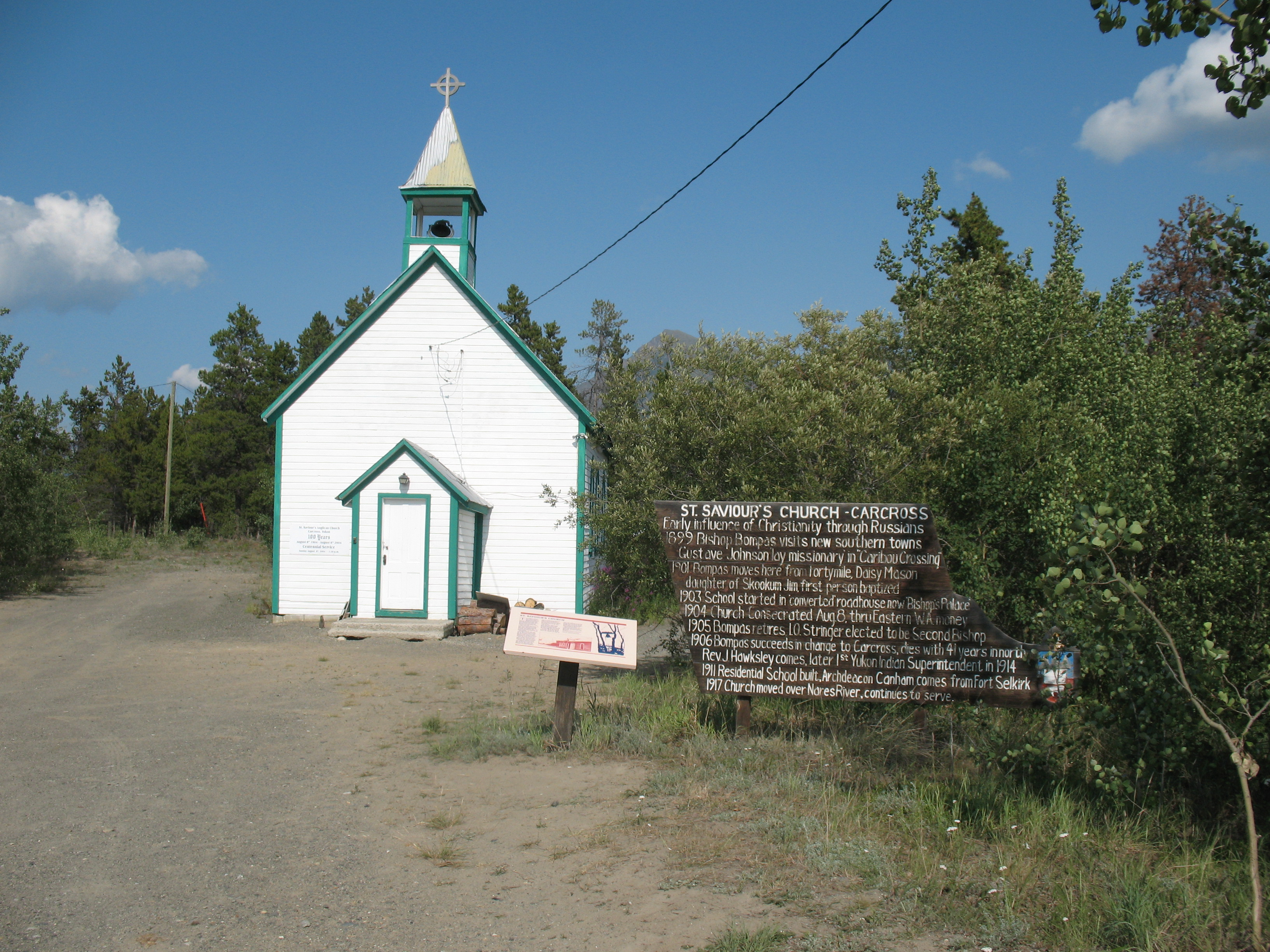
Die St Saviours Church in Carcross

Bereits im 19. Jahrhundert machte sich der Einfluss russischer Missionare aus Alaska bemerkbar, doch erst 1899 besuchte der anglikanische Bischof Bompas den südlichen Yukon. Gustave Johnson arbeitete hier als Laienmissionar. 1901 zog Bischof Bompas von Forty Mile bei Dawson nach „Caribou Crossing“. Dort taufte er als erste Daisy Mason, die Tochter von Skookum Jim, der einer der Auslöser des Klondike-Goldrauschs gewesen war. In der Residenz des Bischofs, einem umgebauten Roadhouse, eröffnete 1903 die erste Schule. Am 8. August 1904 wurde die Kirche geweiht. 1905 folgte I. O. Stringer als Bischof. Reverend J. Hawksley wurde 1914 erster Yukon Indian Superintendent. Am 30. Juli 1917 wurde die Kirche von der Südseite der Stromschnellen auf die andere Seite des Nores River versetzt.
1911 eröffnete die Residential School, die alle Indianerkinder besuchen mussten. Leiter war Erzdiakon Canham aus Fort Selkirk. Bald kamen Indianerkinder aus dem gesamten Yukon. Die öffentliche Schule war nur für Weiße bestimmt, so dass Kinder, die die internatartigen Schulen verließen, keinerlei schulische Bildung erhielten.
Einen noch dramatischeren Umbruch der Lebensverhältnisse brachte der 1942 beginnende Ausbau des Alaska Highway während des Zweiten Weltkriegs. Die zahlreichen amerikanischen Bauarbeiter schleppten Krankheiten ein, gegen die nur eine geringe Resistenz bei den Indianern bestand. Vor allem Tuberkulose grassierte, und zahlreiche Kinder wurden ins Charles Camsell Hospital in Edmonton geschickt, wo sie lange Zeit von ihren Familien getrennt leben mussten. Tabak und Alkohol wurden in erheblichem Maß konsumiert, Fallenstellerei und Jagd vernachlässigt und bald trat die Wohlfahrt an die Stelle eigenständiger Lebensführung. Darüber hinaus führten die Amerikaner die in ihren Bundesstaaten z. T. übliche Rassentrennung ein, so dass Indianer und Schwarze in Kino, Schule und Restaurant separate Plätze erhielten. Häuptling Johnny Johns bemühte sich um Verbesserungen, vor allem forderte er eigenes Land für seinen Stamm.
1947 errichtete das für Indianer zuständige Department of Indian Affairs and Northern Development eine Dépendance in Carcross ein, was viele Änderungen erzwang. Die Potlatches konnten nur noch heimlich und in kleinem Rahmen gefeiert werden. In der Residential School durfte nur noch Englisch gesprochen werden, auch andere kulturelle Eigenheiten, wie Tänze, waren strikt untersagt. Zuwiderhandlungen wurden mit Geldstrafen oder Gefängnis geahndet, in der Schule auch mit Körperstrafen.
Erst 1960 durften Indianer erstmals an Wahlen landesweit teilnehmen, 1961 erstmals an den Wahlen zum Parlament des Yukon in Whitehorse. Doch die Führer der Carcross und Tagish, wie Johnny Johns, wussten zunächst nicht, wie sie ihre Lage ändern sollten. So holten sie Informationen aus Australien ein und setzten auf die Rechte der Ureinwohner. Im Yukon wurden die Yukon Native Brotherhood und die Yukon Association of Non-status Indians (YANSI) gegründet. Letztere bemühte sich um die nicht vom Staat als Indianer anerkannten Stammesmitglieder. Diese hatten oftmals ihren Status dadurch verloren, dass sie auf der Suche nach Arbeit ihren Stamm verlassen oder Nichtindianer geheiratet hatten. Letzteres galt für Frauen bis 1985, als der entsprechende Passus im Indian Act geändert wurde. Dies spaltete die Carcross/Tagish zusätzlich.
Gründer der regionalen Indianer-Bewegung waren Joanie und Ted Anderson in Whitehorse. Auch Elijah Smith, einer der Wortführer der Yukoner Indianerbewegung, war bei einigen der Sitzungen im Council for Yukon Indians (heute Coudert Residence) anwesend. Smith veranlasste Mike Smith und Dave Joe dazu, ein Jurastudium aufzunehmen, um die Prozesse zu führen, die bevorstanden. Wichtigster Grundsatz war, keinen Unterschied zwischen Status- und Nicht-Status-Indianern zu akzeptieren, sondern die Yukon-Indianer als Einheit zu betrachten. 1980 vereinigten sich die beiden Organisationen dementsprechend zum Council for Yukon Indians. Zu diesen Organisationen kam in den 70er Jahren eine Frauenorganisation, die Yukon Indian's Women Association. Anne Wally vom Kookhittaan Clan stieg in den Achtzigerjahren zum ersten weiblichen Häuptling auf.
In den 60er Jahren waren Ida Calmegane vom Deisheetaan Clan und Annie Auston vom selben Clan Mitarbeiterinnen der ersten indianischen Organisation, die den Yukon umfasste, der Yukon Indian advancement association. Clara Schinkel aus demselben Clan war eine der wichtigsten Verhandlungsführerinnen mit der Regierung des Yukon, als es um die Selbstregierung ging.
1973 überreichte eine Delegation unter Leitung von Elijah Smith und mehreren Yukon-Häuptlingen – darunter Dan Johnson von den Carcross/Tagish – dem Premierminister in Ottawa eine Resolution. Diese Resolution mit dem Titel Together Today For Our Children Tomorrow war der Beginn des Verhandlungsprozesses mit der Regierung. Bei den komplizierten Verhandlungen spielte Edi Bohmer eine wichtige Rolle.
1984 wehrten sich die Nacho N'yak Dun und die Carcross/Tagish unter Chief Stanley James gegen bloße Geldabfindungen für das verlorene Land, auch sollte es keine Selbstregierung, keine Jagd- und Fischrechte geben. Erst am 29. Mai 1993 kam es zu einer ersten vertraglichen Vereinbarung, einer Rahmenvereinbarung (Umbrella Final Agreement). Bis 2004 unterzeichneten 11 der 14 Stämme im Yukon den Vertrag. Ausgesprochen schwierig waren die Verhandlungen um die Selbstregierung (self-government). Die Verhandlungen der Carcross/Tagish führten die Vertreter der sechs Clans und Häuptling Andy Carvill.
Der South Klondike Highway wurde 1978 eröffnet, die Bahnverbindung nach Skagway unterbrach ihren Betrieb von 1982 bis 1988. 1990 verbrannte jedoch die SS Tutshi, eines der wenigen verbliebenen Originalschiffe. 1991 wurde aus dem Eisenbahndepot das Besucherzentrum, 2003 lief die Bahn auch Carcross wieder an. Die Carcross/Tagish errichteten das Four Mountains Resort, um am Tourismus zu partizipieren.

## Archäologie
Der Stamm verwaltet die Tagish North-West Mounted Police Post Historic Site rund 30 km östlich von Carcross. Der Mounted Police Post war im Oktober 1897 entstanden. In den 15 Gebäuden lebten 43 Beamte, die die Einsätze im Zusammenhang mit der Abgabenerhebung und der Durchsetzung staatlicher Ordnung leiteten. Bei der archäologischen Grabungskampagne im Sommer 2007 beteiligten sich auch viele Schüler der Carcross/Tagish.